# Tlidjene
Tlidjene (în arabă ثليجان) este o comună din provincia Tébessa, Algeria.
Populația comunei este de 10.286 de locuitori (2008).